# 萧传文
萧传文，又译亚当·萧因法（2001年1月31日—），法国男子花样滑冰运动员，2024年世界花式滑冰錦標賽銅牌得主，兩屆歐洲錦標賽男子单人滑金牌得主、三屆法国大奖赛男子单人滑金牌得主（2022、2023、2024）。